# Óscar Cabedo
Óscar Cabedo Cardá (Onda, 12 november 1994) is een voormalig Spaans wielrenner. Hij is de broer van de in 2012 overleden wielrenner Víctor Cabedo.

## Carrière
In 2017 won Cabedo een etappe in de Ronde van León, die niet meer op de UCI-kalender stond. In 2018 werd hij prof bij Burgos-BH, dat dat jaar voor het eerst een pro-continentale licentie had. In zijn debuutseizoen nam hij onder meer deel aan de Ronde van Spanje. Zijn beste resultaat in deze wedstrijd was een zevende plek in de door Benjamin King gewonnen vierde etappe.

## Resultaten in voornaamste wedstrijden
| Jaar | Ronde van Italië | Ronde van Frankrijk | Ronde van Spanje |
| ---- | ---------------- | ------------------- | ---------------- |
| 2018 |                  |                     | 86e              |
| 2019 |                  |                     | 116e             |
| 2020 |                  |                     | 63e              |
| 2021 |                  |                     | 19e              |
| 2022 |                  |                     | 22e              |

| Jaar | Clásica San Sebastián |
| ---- | --------------------- |
| 2018 |                       |
| 2019 |                       |
| 2020 |                       |
| 2021 | opgave                |
| 2022 | opgave                |

## Ploegen
- 2018 –  Burgos-BH
- 2019 –  Burgos-BH
- 2020 –  Burgos-BH
- 2021 –  Burgos-BH
- 2022 –  Burgos-BH
- 2023 –  Team Vorarlberg
- 2024 –  ABTF Betão-Feirense

Cabedo · Cubero · Ezquerra · González · Herklotz · Langellotti · López · Mamykin · Mendes · Merino · Mitri · Robredo · Rubio · Salas · Sessler · Simón · Torres
Bico · Bol · Cabedo · Cubero · Ezquerra · Fernandes · Fuentes · Gibson · Langellotti · López · Madrazo · Mitri · Peñalver · Robredo · Rubio · Sessler · Sureda · Vilela
Aparicio · Bol · Cabedo · Díaz (vanaf 3/6) · Domingues · Ezquerra · Fuentes · Langellotti · López-Cózar · Madrazo · Molenaar · Moreno · Muller · Navarro · Okamika · Orts · Pelegrí · Peñalver · Räim · Rubio · Sánchez · Fernández (stagiair) · Franco (stagiair) · Martin (stagiair)